# Чарджич, Алма
Алма Чарджич (босн. Alma Čardžić, род. в 1968 в Маглае) — боснийская певица, представлявшая свою страну на конкурсе песни «Евровидение» дважды: в 1994 (вместе с Деяном) и в 1997 (сольно).

## Биография
Родилась в 1968 году в семье этнических боснийцев. С детства увлекалась музыкой; в 15 лет впервые приняла участие на музыкальном фестивале. В 1994 году приняла участие на Евровидении (вместе с Деяном Лазаревичем), на котором заняла пятнадцатое место. Через три года она снова приняла участие на конкурсе, но уже с меньшим успехом Ранее она участвовала также на национальных отборах от Югославии (в 1992 году с песней «Ljubav ce pobijediti») и от Боснии и Герцеговины (в 1993 с песней «Svi na ulice»).
К настоящему времени певица выпустила четыре полноформатных альбома. В 2004 получила «Bosnian Music Awards» в номинации «Певица Десятилетия».

## Альбомы
- Plavo oko (1996)
- Duša (1998)
- Malo po malo (2001)
- Moje pjesme (2004)